# 오류 메시지

오류 메시지(誤謬 - , 영어: error message)는 예측하지 못한 조건이 일어날 때 보여 주는 메시지로, 일반적으로 컴퓨터나 기타 장치에서 나타난다. 오류 메시지는 가끔 대화 상자를 사용하여 표시한다. 오류 메시지는 사용자 중재가 필요할 때 사용하는데 이는 원하는 동작이 실패했거나 하드 디스크 공간 부족과 같은 매우 중요한 경고를 제공함을 가리킨다. 오류 메시지는 컴퓨터 환경 가운데에서 보편적이며 모든 운영 체제나 컴퓨터 하드웨어 장치의 일부가 되어 있다. 오류 메시지를 알맞게 설계하는 것은 사용성과 인간과 컴퓨터 상호 작용의 다른 분야들에 중대한 화제거리이다.

## 일반적인 오류 메시지
아래의 컴퓨터 관련 오류 메시지들은 거의 모든 프로그램에서 일어난다.
- 파일을 찾을 수 없습니다

요청한 파일을 찾지 못했을 때 나타난다. 파일이 손상되었거나 이동, 삭제되었을 때 나타나며 버그가 있어도 이 오류가 일어날 수 있다.
- 장치가 준비되지 않았습니다

디스크 드라이브에 플로피 디스크가 없거나 해당 디스크가 손상된 상태에서 시스템이 플로피 디스크를 읽어들이는 작업을 수행할 때 나타난다.
- 액세스가 거부되었습니다

사용자가 파일에 대한 권한을 충분히 가지고 있지 않거나 특정한 프로그램이나 사용자가 해당 파일을 잠금 처리했을 때 나타난다.
- 메모리가 부족합니다

시스템에 메모리가 부족하거나 램에 저장하기에 너무 큰 파일을 불러오려고 할 때 나타난다. 몇 개의 프로그램들을 닫고 메모리를 늘림으로써 해결할 수 있다.
- 디스크 공간이 부족합니다

하드 드라이브가 꽉 차 있을 때 나타난다. 원활한 스왑 파일 이용을 위해 프로그램들을 몇 개 닫고 파일들(보통 임시 파일들과 백업해둔 다른 파일들)을 어느 정도 삭제하여 하드 드라이브 공간을 늘림으로써 해결할 수 있다.
- [프로그램 이름]에 문제가 발생하여 닫아야 합니다. 불편을 드려 죄송합니다.

윈도우 XP 메시지로, 프로그램이 일반 보호 실패나 잘못된 페이지 실패를 일으킬 때 나타난다.
- 블루스크린 (BSOD)
- 0x00~~에서 0x00~~을(를) 'Read' 할 수 없습니다.~~

메모리 읽기 액세스 오류이다. 주로 C++로 컴파일된 응용 프로그램에서 나타난다. 이 경우에는 사용자가 오류를 해결할 수 없다.
- 0x00~~에서 0x00~~을(를) 'Write' 할 수 없습니다.~~

메모리 쓰기 액세스 오류이다. 마찬가지로, 위의 메시지와 비슷하다. 하지만, 메모리 쓰기 오류는 매우 치명적이다.
운이 나쁘면 그 이후 사용하다 블루스크린이 뜰 수도 있다.
어쩔 때는 컴퓨터를 재부팅해야 될 수 도 있다.
- 윈도 스테이션이 초기화되지 않았습니다.

윈도우 운영 체제가 설치된 컴퓨터를 종료할 때 제대로 초기화되지 않았을 때 나타나는 메시지이다. 이것 역시 사용자가 오류를 해결할 수는 없다.

## 잘 알려진 오류 메시지
- 중지, 다시 시도, 실패?
- 명령 또는 파일 이름이 틀립니다
- PC LOAD LETTER
- lp0 on fire
- Not a typewriter
- Operation completed successfully

## 같이 보기
- 인간과 컴퓨터 상호 작용
- 인터랙션 디자인
- 사용성
- 사용자 인터페이스 설계